# Мартінсбург (Західна Вірджинія)
Мартінсбург (англ. Martinsburg) — місто (англ. city) в США, в окрузі Берклі штату Західна Вірджинія. Було засноване 1778 року Адамом Стівеном, який назвав місто на честь полковника Томаса Брайана Мартіна. Населення — 18 777 осіб (2020).

## Географія
Мартінсбург розташований за координатами 39°27′28″ пн. ш. 77°58′42″ зх. д. / 39.45778° пн. ш. 77.97833° зх. д. (39.457769, -77.978212).  За даними Бюро перепису населення США в 2010 році місто мало площу 17,26 км², з яких 17,22 км² — суходіл та 0,04 км² — водойми. Мартінсбург розташоване приблизно за 148 км на північний захід від Вашингтона, на висоті 138 м над рівнем моря.

### Клімат
| Клімат : Мартінсбург    | Клімат : Мартінсбург | Клімат : Мартінсбург | Клімат : Мартінсбург | Клімат : Мартінсбург | Клімат : Мартінсбург | Клімат : Мартінсбург | Клімат : Мартінсбург | Клімат : Мартінсбург | Клімат : Мартінсбург | Клімат : Мартінсбург | Клімат : Мартінсбург | Клімат : Мартінсбург | Клімат : Мартінсбург |
| Показник                | Січ.                 | Лют.                 | Бер.                 | Квіт.                | Трав.                | Черв.                | Лип.                 | Серп.                | Вер.                 | Жовт.                | Лист.                | Груд.                | Рік                  |
| Абсолютний максимум, °C | 26,7                 | 28,3                 | 32,2                 | 38,3                 | 37,8                 | 43,3                 | 44,4                 | 42,2                 | 39,4                 | 36,7                 | 30,0                 | 25,6                 | 44,4                 |
| Середній максимум, °C   | 4,2                  | 6,2                  | 11,4                 | 17,8                 | 22,6                 | 27,6                 | 29,9                 | 28,8                 | 24,8                 | 18,6                 | 12,4                 | 6,0                  | 17,6                 |
| Середній мінімум, °C    | −5,4                 | −4,2                 | −0,3                 | 4,9                  | 9,8                  | 14,9                 | 17,6                 | 16,6                 | 12,2                 | 5,7                  | 1,2                  | −3,6                 | 5,8                  |
| Абсолютний мінімум, °C  | −28,3                | −25                  | −19,4                | −7,2                 | −3,3                 | 2,2                  | 5,0                  | 3,3                  | −1,7                 | −8,3                 | −14,4                | −24,4                | −28,3                |
| Норма опадів, мм        | 62                   | 59                   | 89                   | 85                   | 104                  | 96                   | 93                   | 78                   | 91                   | 77                   | 80                   | 69                   | 983                  |
| Днів з опадами          | 9,4                  | 8,9                  | 10,6                 | 10,5                 | 12,6                 | 11,0                 | 10,1                 | 8,7                  | 8,8                  | 8,5                  | 9,3                  | 9,3                  | 117,7                |
| Днів зі снігом          | 3,7                  | 2,1                  | 1,7                  | 0,2                  | 0                    | 0                    | 0                    | 0                    | 0                    | 0                    | 0,5                  | 2,1                  | 10,3                 |
| ----------------------- | -------------------- | -------------------- | -------------------- | -------------------- | -------------------- | -------------------- | -------------------- | -------------------- | -------------------- | -------------------- | -------------------- | -------------------- | -------------------- |
| Джерело: NOAA           |                      |                      |                      |                      |                      |                      |                      |                      |                      |                      |                      |                      |                      |

## Демографія
Згідно з переписом 2010 року, у місті мешкало 17 227 осіб у 7293 домогосподарствах у складі 4106 родин. Густота населення становила 998 осіб/км².  Було 8408 помешкань (487/км²).
Расовий склад населення:
| - 77,5 % — білих - 14,9 % — чорних або афроамериканців - 1,2 % — азіатів - 0,4 % — корінних американців - 0,1 % — вихідців з тихоокеанських островів - 2,3 % — осіб інших рас |

До двох чи більше рас належало 3,7 %. Частка іспаномовних становила 6,2 % від усіх жителів.
За віковим діапазоном населення розподілялося таким чином: 23,3 % — особи молодші 18 років, 63,3 % — особи у віці 18—64 років, 13,4 % — особи у віці 65 років та старші. Медіана віку мешканця становила 37,0 року. На 100 осіб жіночої статі у місті припадало 95,3 чоловіків;  на 100 жінок у віці від 18 років та старших — 92,9 чоловіків також старших 18 років.
Середній дохід на одне домашнє господарство  становив 50 331 долар США (медіана — 37 843), а середній дохід на одну сім'ю — 54 196 доларів (медіана — 45 016). Медіана доходів становила 41 734 долари для чоловіків та 31 340 доларів для жінок. За межею бідності перебувало 29,0 % осіб, у тому числі 45,7 % дітей у віці до 18 років та 9,4 % осіб у віці 65 років та старших.
Цивільне працевлаштоване населення становило 7043 особи. Основні галузі зайнятості: освіта, охорона здоров'я та соціальна допомога — 23,4 %, роздрібна торгівля — 14,1 %, публічна адміністрація — 11,1 %, мистецтво, розваги та відпочинок — 10,8 %.

## Транспорт
Через місто проходить швидкісна автомагістраль US 11, залізничне сполучення; є невеликий аеропорт.